# Abtsbessingen
Abtsbessingen – miejscowość i gmina w Niemczech, w kraju związkowym Turyngia, w powiecie Kyffhäuser.
Niektóre czynności administracyjne gminy realizowane są przez miasto Ebeleben, które pełni rolę „gminy realizującej” (niem. erfüllende Gemeinde).

## Współpraca
Miejscowość partnerska:
- Lautersheim, Nadrenia-Palatynat